# Jefimija

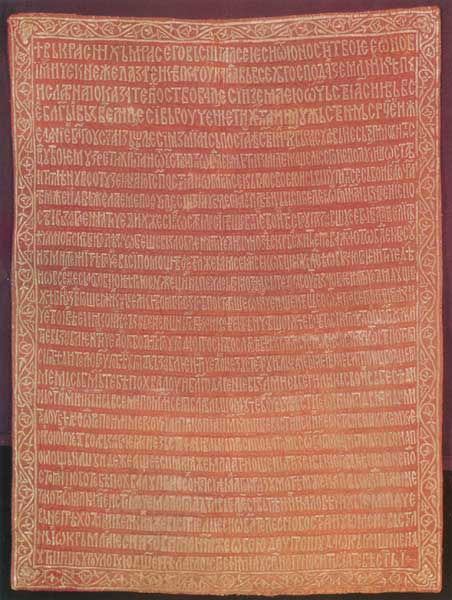
Pohvala knezu Lazaru

Jefimija, eredeti nevén Jelena (1349 körül – 1404/1405) szerb költő. Az irodalomtörténet-írás a legkorábbi szerb költőnőként tartja számon.

## Életrajza
Apja Vojihna vajda, Stefan Dušan cár unokaöccse volt, ő maga később Uglješa despotához ment nőül. Férje a törökökkel folytatott harcban esett el Maricánál 1371. szeptember 26-án. Férje halálát követően vette fel a Jefimija szerzetesi nevet, s Lázár fejedelem oltalma alá helyezte magát. Kevéssel utóbb apja és fia, majd Szerbia 1389. évi török meghódításakor Lázár fejedelem is meghalt. Jefimija halálának időpontja bizonytalan, a személyéről szóló utolsó feljegyzés Stefan Lazarević egyik okmányából ismert.

## Három műve
Jefimija négy művet hagyott maga után, amelyek a középkori szerb irodalom legfontosabb művei. A fiatal Uglješa bánata című írását egy Jézust ábrázoló szentképre jegyezte le; ebben meghatóan írja le szülei és fia halálát. Második művében a hilandari egyházi zsinatról írt, amely kivezet az "arany és ezüst húrból és a kék, málna és fekete selyemfonalból" (Lazar Marković). Pohvala knezu Lazaru (’Lázár cár dicsérete’) című, 1402-re datált énekében fejedelmét dicsőítette, s a költeményt aranyfonállal maga hímezte Lázár halotti leplére.